# 835-й отдельный разведывательный артиллерийский дивизион
835-й отдельный разведывательный артиллерийский дивизион Резерва Главного Командования — воинское формирование Вооружённых Сил СССР, принимавшее участие в Великой Отечественной войне.
Сокращённое наименование — 835-й орадн РГК.

## История
Сформирован на базе разведывательного артиллерийского дивизиона 5-го гв. пап (Приказ НКО СССР № 0293 от 19 апреля 1942 года "Об изменении штатов артиллерийских частей ") 29 апреля 1942 года года .
В действующей армии с 29.04.1942 по 18.11.1942.
В ходе Великой Отечественной войны вёл артиллерийскую разведку в интересах артиллерии соединений 62-й армии Сталинградского и Юго-Восточного фронтов.
Приказом НКО СССР № 365 от 18.11.42г. преобразован в 8-й отдельный гвардейский разведывательный артиллерийский дивизион . 

## Состав
- Штаб
- Хозяйственная часть
- батарея звуковой разведки (БЗР)
- батарея топогеодезической разведки (БТР)
- взвод оптической разведки (ВЗОР)
- фотограмметрический взвод (ФГВ)
- артиллерийский метеорологический взвод (АМВ)
- хозяйственный взвод

## Подчинение
| Дата                 | Фронт                | Армия      | Корпус | Дивизия | Бригада | Примечания |
| -------------------- | -------------------- | ---------- | ------ | ------- | ------- | ---------- |
| 29.11.42 -10.07.42г. | Резерв Ставки        | -          | -      | -       | -       | -          |
| 10.07.42 -30.08.42г  | Сталинградский фронт | 62-я армия | -      | -       | -       | -          |
| 30.08.42-30.09. 42г. | Юго-Восточного       | 62-я армия | -      | -       | -       | -          |
| 1.10.-18.11.42г      | Сталинградский фронт | 62-я армия | -      | -       | -       | -          |

## Командование дивизиона
Командир дивизиона
- гв. капитан,  гв. майор  Фролкин Павел Григорьевич

Заместитель командира дивизиона 
- капитан Кузин Михаил Алексеевич

Начальник штаба дивизиона
- капитан Матвеев Анатолий Александрович

Заместитель командира дивизиона по политической части
- гв. капитан, гв. майор Трембач Кирилл Кириллович

Помощник начальника штаба дивизиона
- ст. лейтенант Захаров Иван Сергеевич

Помощник командира дивизиона по снабжению
- интендант 3 ранга Береговенко Иван Григорьевич

## Командиры подразделений дивизиона
Командир  БЗР
- ст. лейтенант Ирхин Александр Дмитриевич

Командир БТР
- гв. ст. лейтенант Гудков Иван Сергеевич

Командир ВЗОР
- ст. лейтенант Баклицкий Леонид Владимирович

Командир ФГВ
- лейтенант Александров Анатолий Григорьевич

Командир АМВ
- ст. лейтенант Трунов Евгений Николаевич